# Tante Fanny
Pour plus de détails, voir Fiche technique et Distribution.
Tante Fanny (Aunt Fanny's Tour of Booty) est un court métrage d'animation américain réalisé par Chris Gilligan, sorti le 19 septembre 2005 aux États-Unis.
Tante Fanny fait le tour de la gare et présente ses occupants.

## Fiche technique
- Titre original : Aunt Fanny's Tour of Booty
- Titre français : Tante Fanny
- Titre québécois : Inconnu
- Réalisation : Chris Gilligan
- Scénario : Brian Lynch (scénariste), Jim Hecht et Jason Mayland
- Musique : John Powell
- Production : Joanna Cade, Kyle Clark, Jerry Davis et John C. Donkin
- Sociétés de production : Blue Sky Studios
- Société de distribution : 20th Century Fox Animation
- Pays de production :  États-Unis
- Langue originale : anglais
- Durée : 5 minutes
- Date de sortie : 
  - États-Unis : 19 septembre 2005

## Distribution
- Jennifer Coolidge : Tante Fanny
- Melique Berger : Tammy
- Chris Edgerly : annonceur
- Lisa Fragner : la vieille dame
- Andy Kreiss : client au bar
- Randall Montgomery : Zinc
- Warren Press : le Tatoueur
- Mark Silverman : le robot assoiffé
- Mark Sussman : le robot des toilettes
- Chris Wedge : Hacky
- Kelly Keaton : voix additionnelles